# 大阪鉄道デハ100形電車
大阪鉄道デハ100形電車（おおさかてつどうデハ100がたでんしゃ）は、近畿日本鉄道（近鉄）南大阪線などの前身となる大阪鉄道（大鉄）が1927年に製造した電車である。

## 概要
大鉄が1923年に大阪天王寺駅（現・大阪阿部野橋駅）までの路線を完成させ大阪市内乗り入れを達成、その後電車運転が軌道に乗るとこれまでのデイ1形・デロ20形では車両が不足するようになった。その不足を解消するために製造されることになったのが本形式であった。
「デ」は「電動車」の「デ」、「ハ」は大鉄でデイ1形から数えて3番目の電車形式となることから、いろは順3番目の文字「は」をとったものである。一般的な「デハ」（三等電動車のこと）とは意味が異なる。
1927年8月に日本車輌において101 - 115の15両が製造された。

## 車体
2年前に導入されたデロ20形と同じく半鋼製車体であるが、本形式は15 m級の車体を持つデロ20形より車体長が長く、16.5 mとなっている。前面もデロ20形の丸みを帯びた非貫通5枚窓から、平妻非貫通3枚窓になりスタイルが変化した。側面の窓配置はデロ20形と同じく1D222D222D1であるが、車体長が長いことから各扉の幅が拡大されている。またデイ1形から引き続き窓枠上部に装飾を施したアーチ型窓を採用した。なおデロ20形に存在した床下補強用のトラスロッド(トラス棒)は本形式では廃されている。

## 主要機器
電装品はウェスティングハウス・エレクトリック(WH)製で、主電動機はWH-556J-6であり4基搭載としている。制御器も同じくWH製のAL形制御器であり、ブレーキはM三動弁によるM自動空気ブレーキとなっている。
台車は汽車製造製でボールドウィン形のBW84-25AAとなっている。

## 改造・改番
1943年に大鉄は関西急行鉄道（関急）へ合併され、その際に既に事故で廃車となっていた車両を除いた13両はモ5651形に形式番号が変更された。
デハ100形デハ101 - 103・115・105 - 113 → モ5651形5651 - 5663
1959年から1961年には両側貫通化・乗務員扉の新設・窓枠上部に装飾を施したアーチ型窓の廃止・ウインドウシルの平帯化などの工事が施工され形態が一変した。この際、モ5655 -モ5658の4両は片運転台化され、5655+5666と5667+5668の2両固定編成とされた。この4両は制御器を日立製MMC-HT-10Dに交換し1C8M制御となり、偶数車のパンタグラフは撤去されている。この工事により窓配置はdD222D222Ddになっている。
1966年からは両運転台で残っていた車両のうち、養老線へ転属したモ5651・5663を除く6両についても順次片運転台化されている。またM三動弁であったブレーキについても、1969年ころからAMA(A動作弁のA自動空気ブレーキ)に改造されている。

## 運用・廃車
製造時より南大阪線系統で使用されていたが、デハ104・114は1929年の衝突事故により大破したことから、1935年に廃車となった。モ5651形に形式変更された後の1948年にはモ5652が古市検車区で車体を焼損し、同年11月付で廃車となっている。1966年10月にはモ5651・5663の2両が養老線に転属した。その後1970年の養老線のATS導入の際にモ5659 - 5662が養老線に転属となり、先に転属していた2両についてはモ5651が1970年、モ5663は1971年に廃車となった。一方、モ5653 - 5658については終始南大阪線系統で使用された後、1971年11月に廃車となっている。養老線に転属したモ5659 - 5662も養老線車両の近代化に伴い、6421系・6431系などに置き換えられ1979年 - 1980年1月に廃車となった。